# Suzuki GS

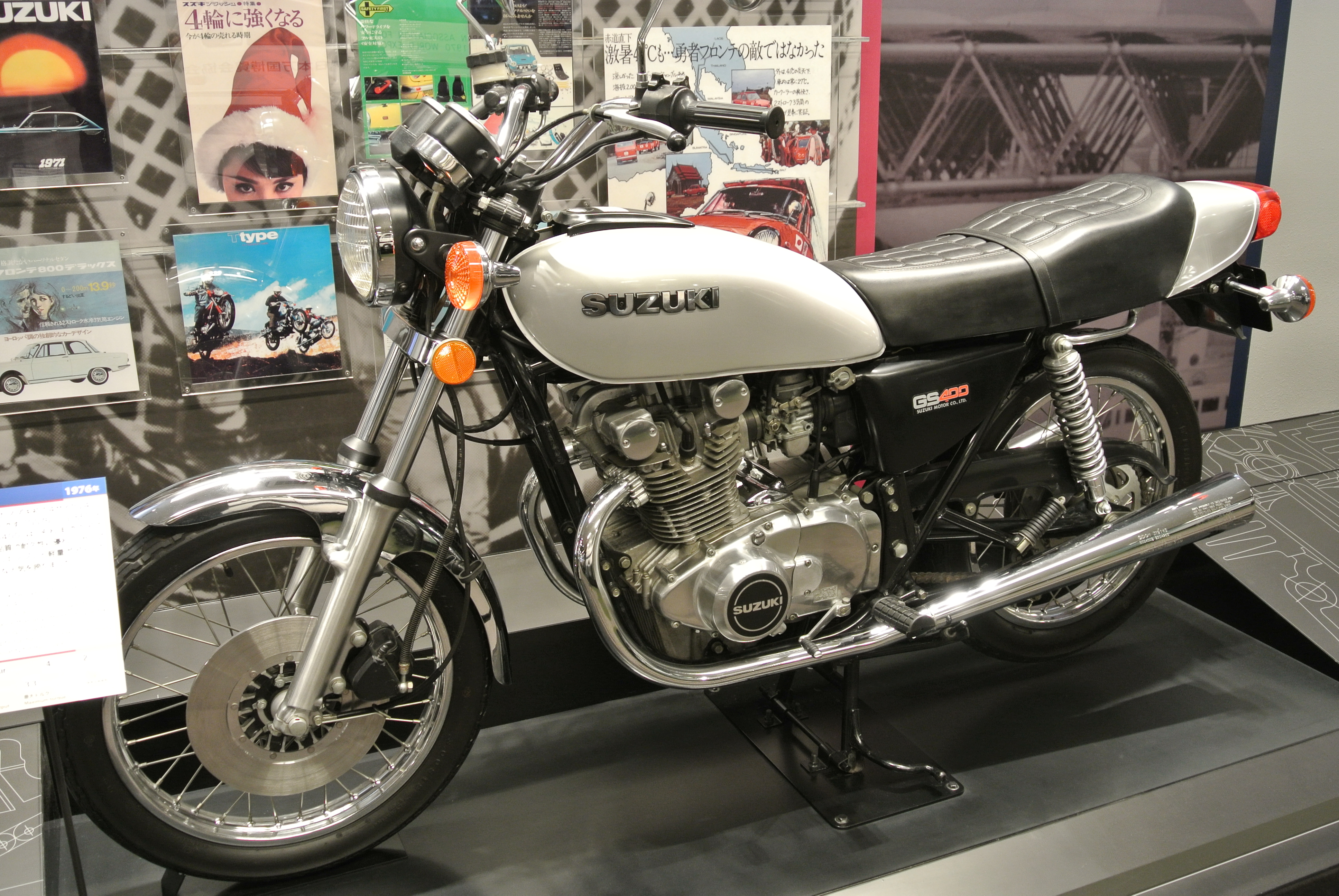
GS 400 von 1976

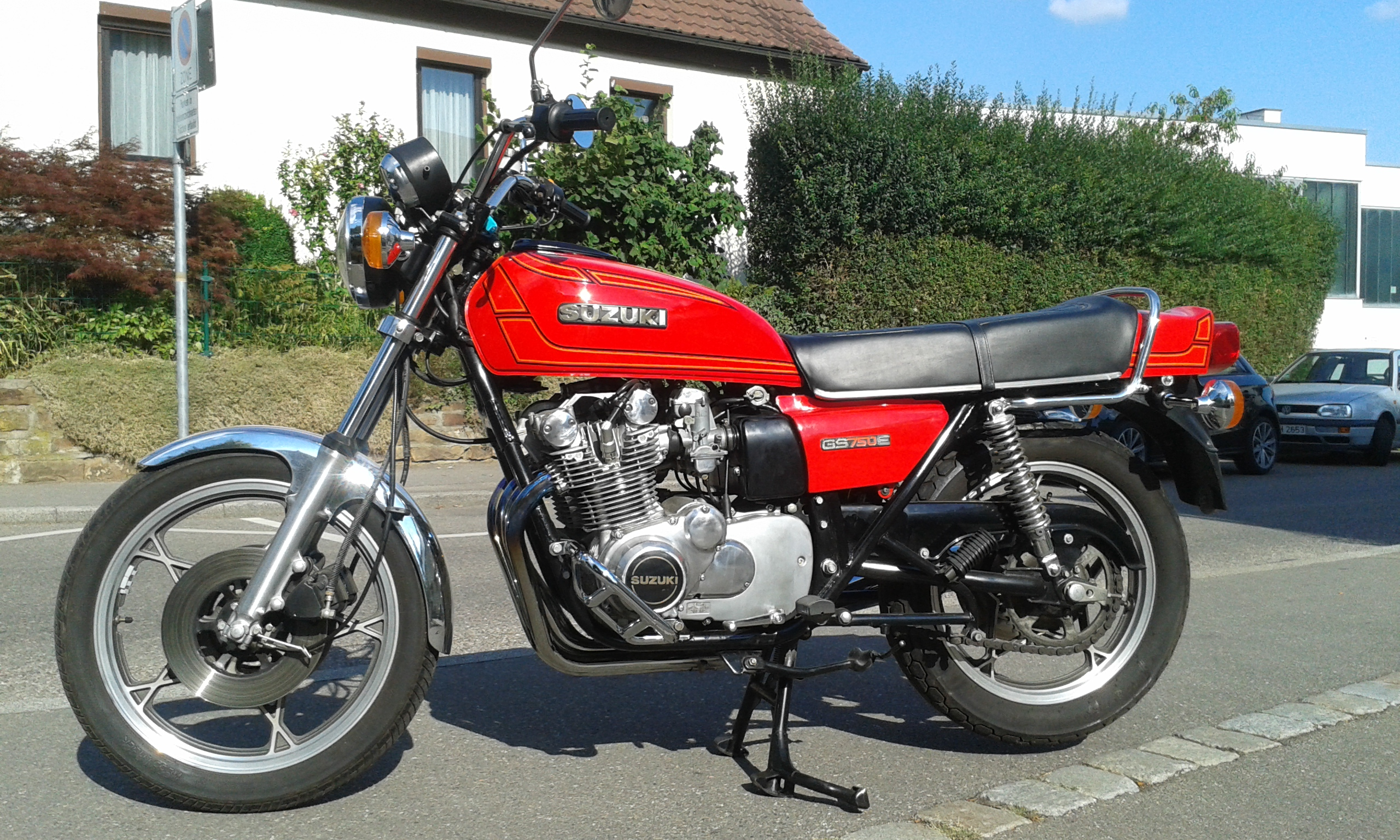
GS 750 von 1979

Die Suzuki GS-Reihe war eine Serie von Motorrädern des japanischen Motorradherstellers Suzuki, mit der dieser den Übergang von Zweitakt- zu Viertakt-Modellen einleitete.

## Vorgeschichte
Zu Beginn der 1970er-Jahre war die wirtschaftliche Situation der Suzuki Motor Corporation angespannt. Als letzter großer japanischer Motorradanbieter setzte Suzuki weiterhin nahezu ausschließlich auf Zweitaktmotoren. Die Modelle waren konstant weiterentwickelt worden, Suzuki als Zweitaktspezialist bekannt und das Topmodell GT 750 bei Tourenfahrern beliebt. Doch Zweitakter wurden mehr und mehr als veraltet angesehen, hinzu kamen sich stets verschärfende Abgasvorschriften.
Zur Erneuerung der Produktpalette wurde zunächst ein Motorrad mit Wankelmotor entwickelt, die RE 5, die 1973 vorgestellt wurde. Schnell wurde jedoch absehbar, dass das unhandliche und teure Modell mit dem exotischen Antrieb zu einem Flop werden würde. Bereits nach zwei Jahren wurde die RE 5 eingestellt. Parallel zur Entwicklung der RE 5 wurden aufgrund dessen auch Viertakt-Motorräder entwickelt.

## Erste Modelle

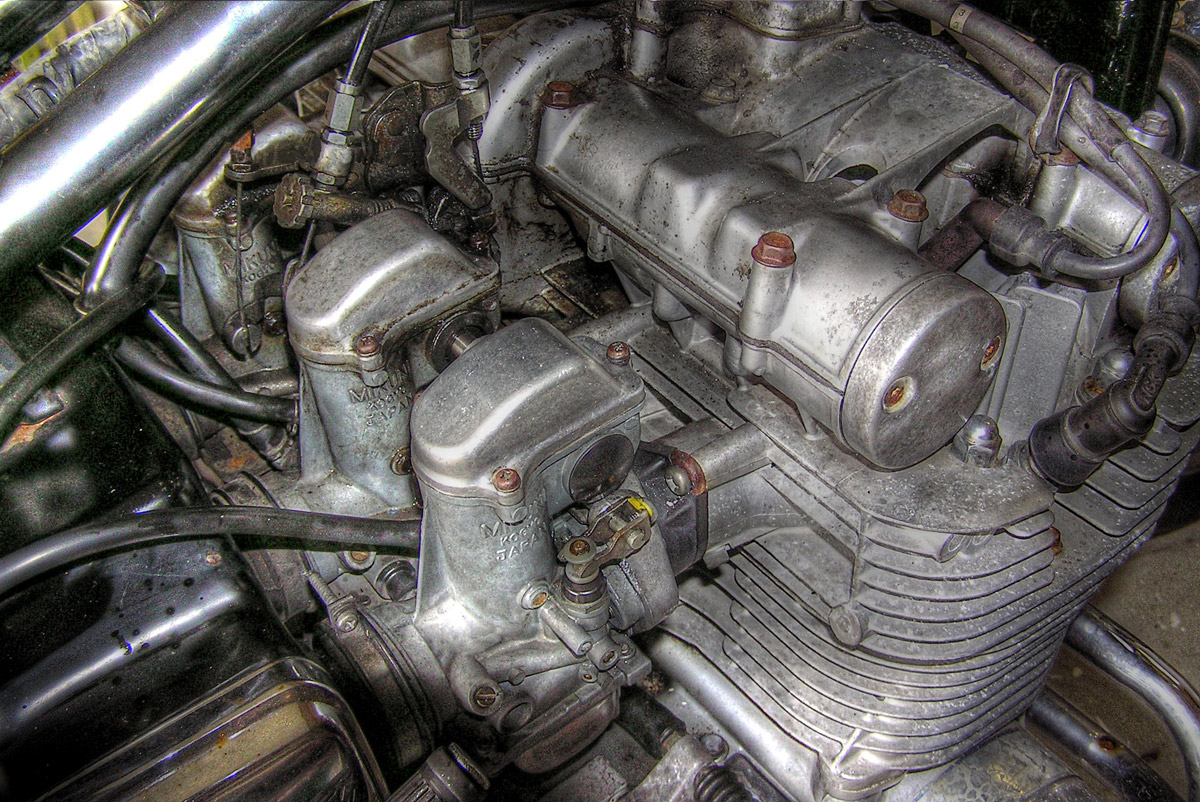
Motor der GS 850 mit vier Vergasern (links), auffälligen Kühlrippen und zwei obenliegenden Nockenwellen

Im Oktober 1976 wurden die neue GS-Reihe vorgestellt. Die ersten beiden Modelle waren die zweizylindrige GS 400 und die größere GS 750 mit einem Reihenvierzylindermotor. Die Modellpalette wurde schnell erweitert, mit weiteren Vierzylindern von 550 bis 1000 Kubikzentimetern Hubraum sowie weiteren Zweizylindermodellen.
Allen Modellen war zunächst der grundlegende Aufbau gemein: Ein quer zur Fahrtrichtung verbauter, luftgekühlter Reihenmotor, mit zwei Ventilen je Zylinder, angetrieben über zwei obenliegende Nockenwellen (DOHC-Ventilsteuerung). Eingebaut wurde der Antrieb in einen Doppelschleifenrahmen und trieb über eine Kette das Hinterrad an. Das Vorderrad wird von einer Teleskopgabel geführt. Bei der Entwicklung der GS 750 sollen sich die Suzuki-Ingenieure insbesondere von der Kawasaki Z1 inspiriert haben lassen.

## Weiterentwicklungen

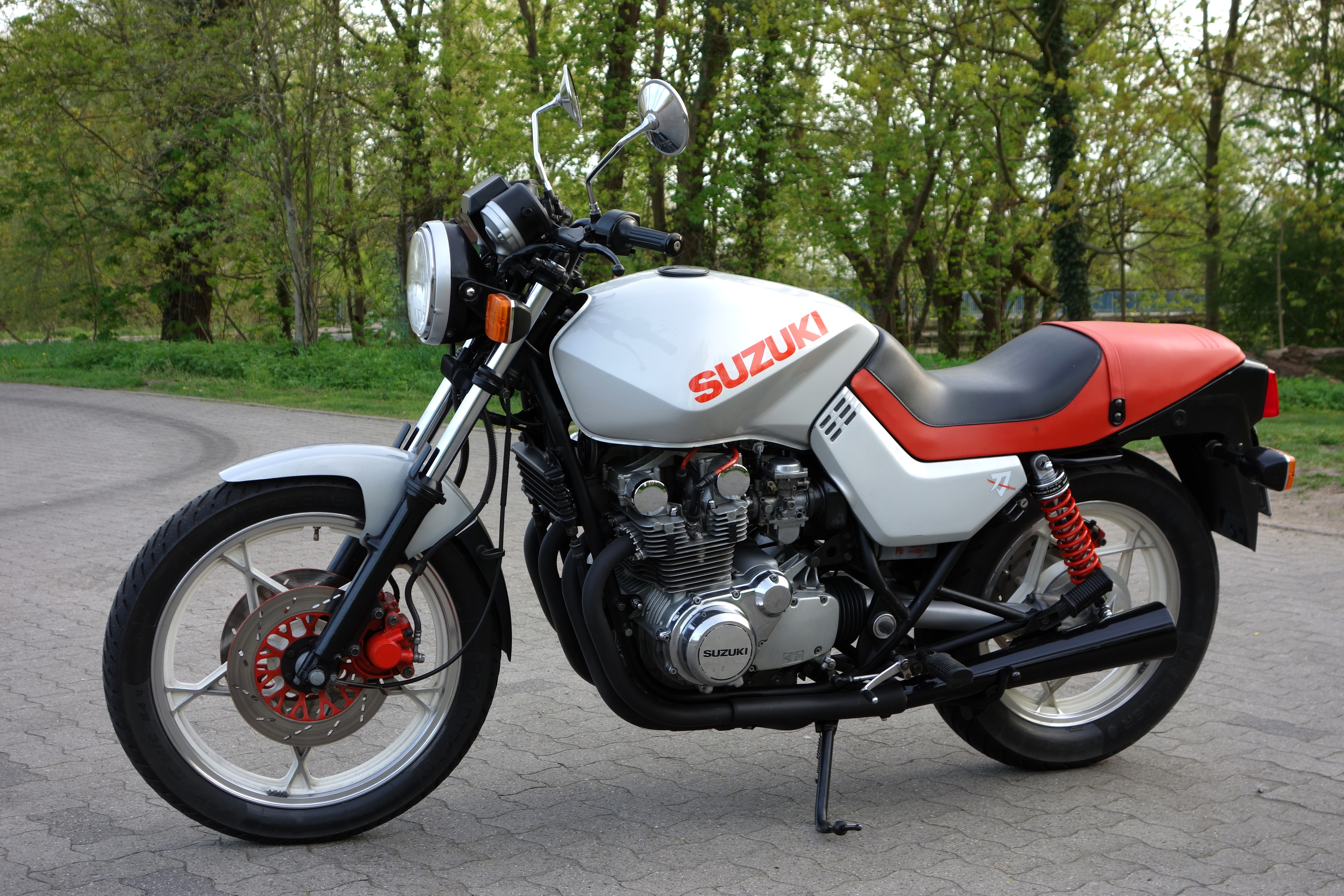
Suzuki GS 650 G Katana

Um dem Trend zu wartungsarmen Reisemotorrädern zu begegnen, wurden auf Basis der bisherigen GS-Serie auch Modelle mit Kardanantrieb vorgestellt. Die Antriebswelle wird dabei zweimal umgelenkt und das Kreuzgelenk setzt direkt im Drehpunkt der Schwinge an. Angeboten wurde der Kardanantrieb in den Modellen GS 650 G, GS 850 G, GS 1000 G und schließlich noch der GS 1100 G, wobei das G in der Modellbezeichnung den Kardanantrieb anzeigt.
Die GS-Serie stellte darüber hinaus die Basis für die 1980 folgende GSX-Serie, die statt zwei Ventilen pro Zylinder auf Vierventiltechnik setzt. Dies erlaubt eine höhere Leistung aufgrund der besseren Zylinderfüllung durch größere Gasquerschnitte. Bei der GSX 750 wurden so 17 PS zusätzlich gegenüber der GS 750 möglich.
Nach dem Marktstart der von der deutschen Designagentur Target-Design entworfenen Suzuki Katana, die auf der GSX 1100 basierte, sollte das Konzept in abgemilderter Form auch auf die Mittelklasse übertragen werden. Die GS 650 G und die GS 550 wurden ab 1981 auch als Katanas angeboten. Aufgrund technischer Probleme wurden die Modelle in Deutschland jedoch recht bald wieder eingestellt.
Auch nach Einstellung der ursprünglichen GS-Serie 1986 wurden Modelle mit dem Kürzel GS angeboten. So zum Beispiel die GS 500 E, die in Deutschland bis 2006 erhältlich war.

## Modellüberblick

### Technische Daten ausgewählter Modelle
|                                       | GS 400                                                                                           | GS 450                                                                                           | GS 750                                                                                           | GS 850 G                                                                                         | GS 1100 G                                                                                        |
| ------------------------------------- | ------------------------------------------------------------------------------------------------ | ------------------------------------------------------------------------------------------------ | ------------------------------------------------------------------------------------------------ | ------------------------------------------------------------------------------------------------ | ------------------------------------------------------------------------------------------------ |
| Motorbauart                           | luftgekühlter Zweizylinder-Viertakt-Reihenmotor 2 Ventile pro Zylinder, obenliegende Nockenwelle | luftgekühlter Zweizylinder-Viertakt-Reihenmotor 2 Ventile pro Zylinder, obenliegende Nockenwelle | luftgekühlter Vierzylinder-Viertakt-Reihenmotor 2 Ventile pro Zylinder, obenliegende Nockenwelle | luftgekühlter Vierzylinder-Viertakt-Reihenmotor 2 Ventile pro Zylinder, obenliegende Nockenwelle | luftgekühlter Vierzylinder-Viertakt-Reihenmotor 2 Ventile pro Zylinder, obenliegende Nockenwelle |
| Hubraum                               | 398 cm³                                                                                          | 448 cm³                                                                                          | 748 cm³                                                                                          | 843 cm³                                                                                          | 1074 cm³                                                                                         |
| Bohrung x Hub                         | 65 mm × 60 mm                                                                                    | 71 mm × 56,6 mm                                                                                  | 65 mm × 56,4 mm                                                                                  | 69 mm × 56,4 mm                                                                                  | 72 mm × 66 mm                                                                                    |
| Verdichtungsverhältnis                | 9:1                                                                                              | 9:1                                                                                              | 8,7:1                                                                                            | 8,8:1                                                                                            | 8,8:1                                                                                            |
| Nennleistung (1)                      | 20 kW (27 PS) {25 kW (34 PS)} bei 7.400/min {bei 8.500/min}                                      | 20 kW (27 PS) {31 kW (43 PS)} bei 7.600/min {bei 9.000/min}                                      | 46 kW (63 PS) bei 8.800/min                                                                      | 57 kW (78 PS) bei 9.000/min                                                                      | 70 kW (95 PS) bei 8.000/min                                                                      |
| max. Drehmoment (1)                   | 27 Nm bei 6.600/min {29 Nm bei 6.600/min}                                                        | 28,5 Nm bei 5.500/min {35 Nm bei 7.500/min}                                                      | 52 Nm bei 7.500/min                                                                              | 63 Nm bei 7.500/min                                                                              | 87 Nm bei 7.000/min                                                                              |
| Radstand                              | 1385 mm                                                                                          | 1385 mm                                                                                          | 1490 mm                                                                                          | 1500 mm                                                                                          | 1500 mm                                                                                          |
| Leergewicht Trocken / Fahrbereit      | 172–185 kg / 202 kg                                                                              | 189 kg / 207 kg                                                                                  | 223 kg / 246 kg                                                                                  |                                                                                                  | 247 kg / 268 kg                                                                                  |
| Beschleunigung (1) von 0 auf 100 km/h | 7,5 s                                                                                            | 8,6 s {6,5 s}                                                                                    | 4,5 s                                                                                            | 4,6 s                                                                                            |                                                                                                  |
| Höchstgeschwindigkeit (1)             | 145 km/h {160 km/h}                                                                              | 145–155 km/h {165 km/h}                                                                          | 191–198 km/h                                                                                     | 201–205 km/h                                                                                     | 215 km/h                                                                                         |
| Verbrauch                             | 4,5–5,5 l/100 km                                                                                 | 4,2–6,4 l/100 km}                                                                                | 8,8 l/100 km}                                                                                    | 7,4–9,2 l/100 km}                                                                                | 7–9 l/100 km}                                                                                    |